# Heather Parisi
Heather Parisi  (Los Angeles, 1960. január 27. –) amerikai születésű olasz televíziós műsorvezető, színésznő, énekesnő, táncos és showgirl.

## Élete
1960-ban született Los Angelesben, balett-táncosnak készült gyerekkora óta, először a San Francisco Ballet balett-társulatnak volt a tagja, majd New Yorkban az American Ballet Theatre tagja lett. Egy olaszországi nyaralása során, 1978-ban fedezte fel Franco Miseria koreográfus, aki bemutatta Pippo Baudonak, a kor legismertebb olasz televíziós műsorvezetőjének.

### Televíziós karrier
1979-ben tűnt fel először az Apriti Sabato nevű Rai-on futó szombati esti műsor egyik táncosaként, a Luna Park című műsorban, mint műsorvezető debütált. Országos ismertséget az ez év őszén elindult szombat esténként adásba kerülő varietéműsor, a Fantastico hozta el számára, ugyanis nem csak műsorvezető lett, de a műsor főcímét is ő énekelte. A műsor főcíme, a Disco bambina (Diszkó kislány) - Heather egyik legismertebb dala lett, a dalból kislemez illetve spanyol és német nyelvű változat is készült. A főcímben Heather amellett hogy felénekelte a dalt, táncolt is.  A dal 1979-1980 között a kislemez eladási listán a 11. helyre jutott fel illetve több millió példány kelt el belőle.  A Fantasticóban Beppe Grillo humorista és Loretta Goggi komika mellett volt műsorvezető.
1981-ben újabb dala jelent meg, ami a Fantastico varietéműsor akkori évadának főcímdalaként készült, a Cicale. A dal mai napig Heather másik legismertebb dala, amely megjelenése után kislemezre került, ami 1981 16. legtöbbet eladott kislemeze lett. Heather ennek a dalnak köszönhetően tett szert aranylemezre. A dal címe egy szójátékból ered, a Cicale kabócát jelent, de a Ci cale külön írva azt is jelenti, hogy "tetszik, kedvelem".
A Fantastico műsornak 1979-1982, illetve 1983-1988 között volt a műsorvezetője, négy évadon keresztül.

## Lemezei

### Stúdió lemezek
- 1981 - Cicale & Company (CGD, CGD 20276)
- 1983 - Ginnastica fantastica (Polydor, 815 721 1)
- 1983 - Il fantastico mondo di Heather Parisi (reprint of  Cicale & Company with three new songs)
- 1991 - HP (Mercury, 846 417-1)
- 1991 - Io, Pinocchio (Mercury, 510 738-2)

### Kislemezek
- 1979 - Disco bambina/Blackout (CGD, CGD 10200)
- 1981 - Ti rockerò/Lucky girl (CGD, CGD 10302)
- 1981 - Cicale/Mr. pulce (CGD, CGD 10349)
- 1981 - Quando i grilli cantano (CGD, CGD YD 601) promo juke box
- 1983 - Radiostelle/Alle corde (CGD, CGD 10456)
- 1983 - Ceralacca/Raghjayda (Polydor, 815-750-7)
- 1984 - Crilù/No words (Polydor, 881-420-7)
- 1984 - Ciao ciao/Maschio (Polydor, 821697-7)
- 1985 - Crilù in Bangkok/Morning in Tokyo (Polydor, 881 924-1, 12") (as Angel Program)
- 1986 - Teleblù/Videolips (Polydor, 883-952-7)
- 1987 - Dolceamaro/All'ultimo respiro (Polydor, 887-180-7)
- 1987 - Baby come back/I'm hot (White Records, 109 428)
- 1989 - Faccia a faccia/Feelings come and go (Polydor, 871-572-7)
- 1989 - Livido/Livido (Instrumental Version) (Polydor, 873-192-7)
- 1991 - Pinocchio/Se te ne vai (Polydor, 866 194 7)

## Érdekességek
- Heather Parisi dalait, mint a Cicale és Disco bambina rendszeresen játsszák a meleg szórakozóhelyek, valamint meleg ikonnak tekintik Olaszországban.[2]
- Az olasz médiában elterjedt az a közhely, hogy a legnagyobb riválisa Lorella Cuccarini műsorvezető, énekesnő, táncos, aki szintén az 1980-as években vált ismertté.[3]